# Commissie-Tabaksblat
Op 10 maart 2003 werd in Nederland een commissie, onder leiding van voormalig Unilever-topman Morris Tabaksblat, gevraagd om een gedragscode te ontwikkelen voor beursgenoteerde bedrijven en hun aandeelhouders (beursvennootschappen). Op 9 december 2003 publiceerde de commissie-Tabaksblat deze gedragscode en deze trad op 1 januari 2004 in werking. De code kreeg de bijnaam ‘code-Tabaksblat’ maar heet officieel de 'Nederlandse corporate governance code’.
De code bevat principes en bepalingen die de bij vennootschappen betrokken personen (zoals bestuurders en commissarissen) en partijen (institutionele beleggers e.d.) tegenover elkaar zouden moeten naleven. 
Naast de voorzitter Tabaksblat bestond de commissie-Tabaksblat uit: 
- A.F. Verdam (Philips en hoogleraar ondernemingsrecht Vrije Universiteit)
- J. Kalff (voormalig bankier bij ABN AMRO)
- R. Pieterse (Wolters Kluwer)
- F. van Beuningen (Teslin)
- P. de Koning (SCGOP, pensioenfondsen)
- P. de Vries (Vereniging van Effectenbezitters)
- J. Glasz (hoogleraar corporate governance)
- G. Möller (Euronext)
- J. Winter (hoogleraar ondernemingsrecht)
- G. Izeboud (voormalig PricewaterhouseCoopers)